# 1839 в Україні

## Події
- 1839 — ліквідація царською владою греко-католицької церкви на Правобережжі.

## Особи

### Народились
- 5 січня, Ліневич Микола Петрович (1839—1908) — російський державний діяч, військовик українського походження. Генерал-ад'ютант російської армії (з 1905 року). Командувач російськими військами на Далекому Сході під час російсько-японської війни.
- 11 січня, Томара Лев Павлович (1839 — після 1917) — український державний діяч в Російській імперії. Губернатор Волинської, Смоленської і Київської губерній, сенатор.
- 27 січня, Чубинський Павло Платонович (1839—1884) — український етнолог, фольклорист, поет, громадський діяч, автор слів Гімну України.
- 12 лютого, Василенко Віктор Іванович (1839—1914) — український вчений-народознавець, етнограф, статистик, дослідник народних художніх промислів Полтавщини, дійсний член Полтавського сільськогосподарського товариства й Полтавської вченої архівної комісії.
- 23 лютого, Крестовський Всеволод Володимирович (1839—1895) — російський письменник, поет та літературний критик.
- 3 квітня, Шкляревський Олексій Сергійович (1839—1906) — український патолог, гігієніст і біофізик.
- 7 квітня, Шашкевич Володимир Маркіянович (1839—1885) — український письменник, народовець, освітньо-культурний діяч.
- 12 квітня, Рустицький Йосип Олександрович (1839—1912) — український хірург, доктор медицини, професор.
- 25 травня, Терещенко Семен Артемійович (1839—1893) — дійсний статський радник, володів Глушковською сукняною фабрикою.
- 7 вересня, Капніст Петро Олексійович (1839—1904) — російський дипломат, дійсний таємний радник у званні камергера, сенатор.
- 22 вересня, Устиянович Корнило Миколайович (1839—1903) — український маляр, представник класицизму й академізму в Галичині, письменник і публіцист, народовець.
- 23 вересня, Димитрій (Ковальницький) (1839—1913) — український релігійний діяч, духовний письменник та церковно-громадський діяч, архієпископ Херсонський та Одеський.
- 24 вересня, Милорадович Григорій Олександрович (1839—1905) — український громадський діяч, історик і генеалог, генерал-лейтенант Російської імператорської армії.
- 2 жовтня, Левицький Остап Михайлович (1839—1903) — український педагог, письменник, перекладач, громадсько-культурний діяч.
- 8 жовтня, Врецьона Григорій Захарович (1839—1902) — педагог і освітній діяч, редактор, видавець педагогічного журналу та автор підручників і популярних видань.
- 5 листопада, Раєвський Микола Миколайович (1839—1876) — полковник, учасник Середньоазіатських походів і сербсько-турецької війни.
- 21 листопада, Шимков Андрій Петрович (1839 — після 1909) — доктор фізики.
- 23 листопада, Ліницький Петро Іванович (1839—1906) — філософ, професор.
- 25 листопада, Тілло Олексій Андрійович (1839—1900) — російський географ, картограф і геодезист, генерал-лейтенант, член-кореспондент Петербурзької академії наук.
- 9 грудня, Закревський Гнат Платонович (1839—1906) — правознавець, дипломат, правник, сенатор Російської імперії.
- 15 грудня, Родзянко Андрій Платонович (1839 — ?) — український піаніст.
- 24 грудня, Клименко Юхим Филимонович (1839—1922) — український хімік. Здійснив перші в Російській імперії експериментальні праці з стереохімії, вивчав також органічні оксикислоти.
- Давид Абрагамович (1839—1926) — громадсько-політичний діяч, «подоляк».
- Дністрянський Северин (1839—1899) — український педагог, доктор філософії. Перший директор Тернопільської чоловічої учительської семінарії.
- Еффинович Теодозій (1839—1924) — священик УГКЦ, посол до Галицького сейму 8-го скликання.
- Зелений Павло Олександрович (1839—1912) — український політик часів Російської імперії, громадський діяч, письменник, статський радник, одеський міський голова у період 1897—1905 років.
- Лівчак Йосип Миколайович (1839—1914) — галицький публіцист, громадський діяч і винахідник; москвофіл.
- Юр'євич Антон (1839—1868) — польський діяч в Україні, учасник польського повстання 1863—1864.

### Померли
- 22 січня, Писаревський Степан (1780-ті — 1839) — український драматург, поет.
- 19 квітня, Кир'яков Михайло Михайлович (1810—1839) — історик-аматор, публіцист, один із засновників Імператорського Одеського товариства історії і старожитностей.
- 1 жовтня, Йозеф Перль (1773—1839) — єврейський письменник, просвітитель, теолог, громадський діяч, почесний член Берлінського товариства єврейської культури.

## Засновані, створені
- Ботанічний сад імені академіка Олександра Фоміна
- Одеське товариство історії і старожитностей
- Спасо-Преображенський собор (Біла Церква)
- Спасо-Преображенська церква (Мошни)
- Церква святої Ольги (Печерськ)
- Церква Петра і Павла (Одеса)
- Церква Різдва Богородиці (Берестечко)
- Церква Різдва Пресвятої Богородиці (Шацьк)
- Церква святого архістратига Михаїла (Озеряни)
- Городоцький цукровий завод
- Тернівський цукровий завод
- Аркадіївка (Згурівський район)
- Балкове (Роздільнянський район)
- Балтазарівка

## Видання, твори
- Портрет Антона Івановича Лагоди